# Rummasjön
Rummasjön är en sjö i Kinda kommun i Östergötland och ingår i Motala ströms huvudavrinningsområde. Sjön har en area på 0,768 kvadratkilometer och ligger 115,2 meter över havet.

## Delavrinningsområde
Rummasjön ingår i det delavrinningsområde (642442-149606) som SMHI kallar för Utloppet av Täftern. Medelhöjden är 157 meter över havet och ytan är 35,69 kvadratkilometer. Det finns inga avrinningsområden uppströms utan avrinningsområdet är högsta punkten. Vattendraget som avvattnar avrinningsområdet har biflödesordning 3, vilket innebär att vattnet flödar genom totalt 3 vattendrag innan det når havet efter 164 kilometer. Avrinningsområdet består mestadels av skog (78 procent). Avrinningsområdet har 4,46 kvadratkilometer vattenytor vilket ger det en sjöprocent på 12,5 procent.